# Konkretismus (Psychologie)
Unter Konkretismus versteht man in der Psychologie Einschränkungen bei der sprachlichen Abstraktionsfähigkeit. Betroffene sind nicht dazu in der Lage, „zwischen den Zeilen zu lesen“, sondern halten immer an der konkreten Bedeutung eines Wortes bzw. einer Aussage fest. So bestehen auch Schwierigkeiten, Redewendungen, Metaphern, Ironie, Sarkasmus und ähnliches zu verstehen. Beispielsweise würde ein von Konkretismus Betroffener bei der Aufforderung, „zwischen den Zeilen zu lesen“, tatsächlich nach Schrift suchen, die zwischen den eigentlichen Zeilen steht.
Von Konkretismus betroffene Personen müssen zur Beschreibung ihrer Gedanken auf die Umschreibung mittels eines Beispiels zurückgreifen, so wie es Kinder in bestimmten Etappen ihrer Sprachentwicklung tun (materialisierte Logik).(a)

## Konkretismus in der komplexen Psychologie

Abb. 1. Persönlichkeitstypologie: Die hellen Zonen der Grafik symbolisieren die typische Einstellung des Empfindungstypus nach C. G. Jung als einer superioren Funktion (Hauptfunktion). In der Grafik ist die habituelle Einstellung leicht zum „Pol des Denkens“ hin verschoben. Es soll damit angedeutet werden, dass es sich bei den Einstellungstypen häufig um Mischformen mit „benachbarten“ Grundfunktionen handelt. Hier im Bild besteht eine gewisse Tendenz zum „empirischen Denken“ (Mischform zwischen den Grundformen „Empfindung“ und „Denken“). Die dunkleren Zonen der Grafik repräsentieren zunächst die Hilfsfunktionen (hier: „Denken“ und „Fühlen“), die dunkelsten Zonen die minderwertigen oder inferioren Funktionen (hier: „Intuieren“). Der hier in der Abb. gewählte Mischtyp ist nach Jung als persönliche Tendenz zum Konkretismus zu verstehen.

Auch nach Carl Gustav Jung (1875–1961) wird unter Konkretismus ein Gegensatz zur Abstraktion verstanden. Es handelt sich nach Jung in erster Linie um eine Überwertigkeit der Empfindungsfunktion. Diese superiore Funktion kennzeichne den Empfindungstypus, vgl. die hellere linke Hälfte der Abb. 1. Daneben bestehe eine Eigentümlichkeit des Denkens und Fühlens. Konkret bedeutet dabei so viel wie „zusammengewachsen“ (lateinisch concrescere). Beim konkretistischen Denken werde ein Begriff mit anderem sinnlichen Anschauungsmaterial „verwachsen“ oder verschmolzen vorgestellt. Insofern sei ein solcher Begriff an dieses Material gebunden und verhaftet und gewinne dadurch keine abstraktive und individuelle Freiheit. Individuelle innere Faktoren fänden somit keine Möglichkeit eines unbefangenen Ausdrucks, sondern würden in äußere Tatsachen projiziert. Es handele sich beim konkretistischen Denken also nicht um den Gebrauch differenzierter Begriffe.(a) – Projektion ist nach George Eman Vaillant einer der unreifesten Abwehrvorgänge.(a)
Auch das Denken von sog. Eingeborenen und Naturvölkern (bzw. aus früherer westlicher Sicht „primitiver Völker“) weist nach Jung keine „abgesonderte Selbständigkeit“ auf, sondern erhebt sich höchstens zur Stufe der Analogie. Der Fetischismus sei demnach ein Konkretismus, da nicht der subjektive bzw. innere Gefühlszustand erlebt werde, sondern dieser in einen äußeren Gegenstand – etwa in einen heiligen Baum – hinein verlegt bzw. projiziert werde.(b)
Der Konkretismus sei also auch ein Archaismus (siehe Abschnitt Entwicklungspsychologie). Jung stellt den Konkretismus unter den allgemeineren Begriff der „mystische Teilhabe“ (participation mystique) nach Lévy-Bruhl (1857–1939).(c) Er war Zeitgenosse Freuds, hat sich aber unabhängig von ihm als Ethnologe mit gesellschaftlichen Fragen befasst. Der Begriff der „participation“ geht aus einer seiner Schriften hervor, die im Jahr 1910 erschien. Unter anderem hat er – ebenfalls unabhängig von Freud – die „primitiven“ Formen des Denkens als Prälogik bezeichnet, siehe dazu auch Freuds Theorie der materialisierten Logik (s. o. – Vorspann). Freud hat sich mit ethnologischen Parallelen seiner Lehre, der Psychoanalyse, erst in seinem Werk Totem und Tabu (1912/1913) auseinandergesetzt und dabei auch speziell mit Jungs Auffassungen. Bis dahin verstand er seine Lehre vorwiegend als Einzelpsychologie.
Nach Jung stellt die „mystische Teilhabe“ eine Vermischung innerer seelischer Faktoren mit äußeren Objekten dar. Ebenso verkörpere der Konkretismus auch eine Vermischung von Denken und Fühlen mit der Empfindung. Es handle sich um eine abergläubische Überbewertung bloßer Tatsachen, die auch zu Hypostasierungen führe. Zwar sei die Anerkennung und Orientierung an Tatsachen wertvoll, sie ermögliche aber noch keine Deutung dieser Fakten. Der konkretistische Gedanke klebe an der materiellen Erscheinung. Jung umreißt damit auch die nachfolgend zumindest angedeutete Entwicklung der Gefühle und des Denkens, deren Sinn in einer Befreiung von der Bindung seelischer Energie an die bloß unverstandene Wahrnehmung liege. Durch die Ausscheidung des notwendigen Konkretismus aus dem bloß bildhaften Erleben – und darin eingeschlossen auch der urtümlichen Bilder – entstehe die Idee.(d)
Jung führt an anderer Stelle weiter aus, dass die abergläubische Einstellung als Folge der minderwertig ausgebildeten intuitiven Funktion angesehen werden kann, siehe auch die dunkel gehaltene rechte Hälfte im Schema der psychologischen Funktionen zu Abb. 1 „Persönlichkeitstypologie“. Der unbewusst bleibende Anteil der intuitiven Funktionen dränge sich dem Empfinden auf (passive Apperzeption). Auch das Fühlen und Denken sei von dieser Dynamik beeinflusst.

## Entwicklungspsychologie
Entwicklungspsychologie beschreibt die zeitlich überdauernden, aufeinander aufbauenden Veränderungen menschlichen Erlebens, die zu einer Zu- oder Abnahme von Fähigkeiten führen in einem nicht von Krankheit bestimmten biologisch artgemäßen Lebensablauf des Menschen.

### Neuroanatomie und Sinnespsychologie

Abb. 2. ZNS und Entwicklungsgeschichte: Myelinisierungsstadien des Gehirns nach Paul Flechsig (1920). Die dunklen Areale werden früh, die hellgrauen später und die weißen z. T. erst während der Pubertät myelinisiert. Die entsprechenden primären Sinneszentren einschließlich der primären motorischen Zentren (dunkel getönt) stehen daher erst nach Ausreifung des Gehirns miteinander in Verbindung und erlauben so erst später die hier zum Verständnis und zur Erkenntnis wichtigen höheren gnostischen Leistungen der Abstraktion und Symbolbildung, siehe die sekundären (heller getönten) und tertiären Zentren (weiß).

Nach dem biogenetischen und dem psychogentischen Grundgesetz entsprechen die frühen Stadien ontogenetischer Entwicklung des modernen Menschen den bereits weiter ausgereiften Stadien eines Individuums in der frühen Universal- bzw. Menschheitsgeschichte. Umgekehrt entspräche der Entwicklungsstand eines Erwachsenen in den Frühstadien der gesamten Menschheitsentwicklung demjenigen eines Heranwachsenden in der heutigen Zeit. Es ist daher von einem Entwicklungsabstand auszugehen, der allerdings kein Werturteil begründen kann, wie es etwa mit dem Begriff der „primitiven Kulturen“ oftmals verbunden wird. Verkürzt ausgedrückt rekapituliert die Ontogenese des heutigen Menschen nicht nur die gesamte Phylogenese, sondern auch die menschliche Stammesgeschichte. Unter dieser Voraussetzung ist das genannte Entwicklungsprinzip insbesondere auch für die gesamte neuroanatomische Entwicklung bedeutsam. Da die primären (bzw. „primitiven“) Sinneszentren bei der ontogenetischen Entwicklung des Menschen zuerst myelinisiert werden, ist der Konkretismus bei Kindern (s. o. – Vorspann) neuroanatomisch als gesetzmäßige Entwicklung entsprechend der Universalgeschichte der Menschen nachvollziehbar und begründbar. Dementsprechend kann angenommen werden, dass auch in den Frühstadien der gesamten Menschheitsentwicklung eine entsprechende Ausstattung des Nervensystems bei Erwachsenen bestand. Es wäre so beispielsweise die bei Naturvölkern zu beobachtende participation mystique und die damit verbundene Ausrichtung des Denkens und Fühlens auf die unmittelbar sinnlich fassbare und anschauliche Wirklichkeit u. a. auch als bedingt anzusehen durch die neuroanatomischen Gegebenheiten der Myelinisierung.

### Desomatisierung und Resomatisierung
Unter Konkretisierung versteht Stavros Mentzos (1930–2015) einen Modus zur Bewältigung von diffuser Angst. Diese Angst wird dabei auf ganz bestimmte Organe bezogen bzw. konkretisiert, um diffuse Angst auf diese Weise in konkrete Befürchtung umzuwandeln. So kann z. B. eine diffuse Angst in die konkrete Befürchtung umgewandelt werden, am Herztod zu sterben, obwohl primär keinerlei oder lediglich geringfügige Störungen der Herztätigkeit bestehen (Herzneurose). Da man annimmt, dass sich Gefühle wie etwa die Angst aus ursprünglich rein körperlichen Befindlichkeiten bzw. aus angeborenen vegetativen Einstellungen entwickeln, muss hier den leibnahen und undifferenzierten Empfindungen wie etwa den als Zoenästhesien beschriebenen Gefühlen und Befindlichkeiten Aufmerksamkeit gewidmet werden als möglichem Ausgangspunkt der Entwicklung von sehr einfachen Empfindungen bis hin zu höchst differenzierten Gefühlen.(b) Dieser Aufgabe hat sich Max Schur (1897–1969) gewidmet und dabei seine Lehre der Desomatisierung bzw. ihrer regressiven Umkehrung in Form der Resomatisierung aufgestellt. Diese Lehre besagt, dass es wahrscheinlich einen fortlaufenden Prozess der Entwicklung von Gefühlen gibt, die sich von unbestimmten und körpernahen, reflektorisch-unbewussten Erregungsabläufen wie etwa unterschwelliger Lust und Unlust, Schwindel oder Übelkeit bis hin zu sehr differenzierten Gefühlen wie etwa Freude, Vertrauen, Glaube, Liebe, Hoffnung erstrecken. Diese letzteren setzen eine differenzierte Fähigkeit zur Symbolbildung voraus. Die Entwicklung erfolgt nicht in einem sozialen Leerraum, sondern ist den mannigfachen Einflüssen des Umfelds ausgesetzt, wie etwa denen von Bezugspersonen oder komplexen kulturellen Faktoren. Solche Einflüsse können allerdings auch traumatisch sein. Bei Organneurosen wie etwa bei der genannten Herzneurose ist davon auszugehen, dass Resomatisierungen eine regressive Rolle spielen. Die oben beschriebenen Reifungsprozesse wie etwa der Myelinisierung sind demnach nicht als ein gesetzmäßig determinierter und gleichförmig ablaufender Vorgang anzusehen, sondern vollziehen sich im Rahmen der unterschiedlichsten Umwelteinflüsse.(c)(b) Da es sich also nicht um automatisch ablaufende Reifungsvorgänge handelt, ist es leicht zu verstehen, dass die oben etwa am Beispiel des Aberglaubens erwähnten inferioren Funktionen des Intuitiven sich auch auf die Hilfsfunktionen des Denkens und Fühlens auswirken.

## Urteilskraft
Nach Immanuel Kant (1724–1804) hat die Urteilskraft zu unterscheiden, ob etwas unter einer bestimmten Regel oder unter einem allgemeinen Prinzip bzw. Gesetz steht. Kant hebt dabei die denkende oder reflektierende Urteilskraft von der subsumierenden ab. Letztere kann als Fähigkeit der Bildung von Oberbegriffen verstanden werden. Sie trifft damit eine Entscheidung, kommt zu einem bestimmten Resultat. Erstere erwägt die jeweils zu entscheidende Tatsache. Zur „Mitteilbarkeit einer Empfindung“ (§ 39 KdU) führt Kant aus, dass sie nur dann Anspruch auf Erkenntnis und damit auch zur Mitteilung haben kann, wenn sie nicht nur rein subjektiv bestimmt ist, d. h. weder von Kriterien der Lust und Annehmlichkeit noch im Gegenteil von abschreckendem Charakter bzw. von Unannehmlichkeit. Eine „übersinnliche Bestimmung“ dieser Empfindungen wird von Kant vorausgesetzt, die den moralischen Anlagen und Gesetzen des Menschen entspricht und vom Geschmack getragen ist. Materie darf nicht schon für Form gehalten werden, Reiz nicht für Schönheit. Dem nach Kant „Realen der Wahrnehmung“ (Reiz) wird ein Sinn zugeordnet. Dies bezeichnete Kant als Sinnenempfindung. Dies sei notwendig, um nach einem Urteil zu suchen, das zur allgemeinen Regel dienen soll. Nur so könne von gesundem Menschenverstand, von Gemeinschaftssinn oder sensus communis gesprochen werden, der befreit ist von subjektiven Privatbedingungen (§ 40 KdU). Um jedoch den hiermit angedeuteten subjektiven Fehlerquellen zu entgehen, sei es sowohl erforderlich, „selbst“ unter Beachtung der Naturregeln zu reflektieren (Verstand) als auch „gemeinsam mit anderen“ zu denken (Urteilskraft). Aus beidem folge darauf die Maxime der Vernunft. – Überwiegende Fremdbestimmung durch andere bezeichnet Kant als Aberglauben (Heteronomie). Ein Verharren bei subjektiven Gegebenheiten definiert Kant als eingeschränkt oder „borniert“. Aufklärung erfordere ein erweitertes Denken unter Befreiung vom Aberglauben.